# Ніколаєвська (Чечня)
Ніколаєвська (рос. Николаевская) — станиця у Наурському районі Чечні Російської Федерації.
Населення становить 1867 осіб. Входить до складу муніципального утворення Ніколаєвське сільське поселення.

## Історія
Згідно із законом від 14 липня 2008 року органом місцевого самоврядування є Ніколаєвське сільське поселення.

## Населення
| 1926 | 1990  | 2002  | 2010  |
| ---- | ----- | ----- | ----- |
| 2235 | ↘1844 | ↘1633 | ↗1867 |